# Jeff Friesen
Jeff Daryl Friesen (* 5. srpna 1976 Meadow Lake, Saskatchewan, Kanada) je bývalý kanadský hokejový útočník.

## Hráčská kariéra
Začínal jako junior v Regině Pats ve Western Hockey League (WHL). Poté byl draftován týmem San Jose Sharks v roce 1994 v prvním kole 11. celkově. V NHL hrával původně na levém křídle, ale někdy na pravém křídle. Hrál 7 sezon s týmem San Jose Sharks. Na konci sezóny 2000-2001 byl vyměněn do Anaheim Ducks. Poté, co hrál v následující sezóně za Ducks nevynechal ani jeden zápas. Na další sezonu 2002-2003 byl vyměněn do New Jersey Devils , kde vyhrál Stanley Cup. Ve finále východní konferenci proti Ottawa Senators, kde Friesen vstřelil vítězný gól tři minuty před koncem utkání a ponechána na 7 utkáni playoff. Byl to jeho třetí vítězný gól v sérii. Ve finále playoff v 7 utkání vstřelil dva góly.
Během výluky v NHL 2004/2005 nikde nehrál. 26. srpna 2005, kdy byl vytvořen platový strop, byl vyměněn do Washington Capitals výměnou za draft 2006 . 9. března 2006 byl znovu vyměněn, tentokrát do klubu Anaheim Ducks za druhé kolo draftu, ale podstatnou část sezóny 2005-06 byl zraněn. 5. července 2006 podepsal smlouvu s týmem Calgary Flames na 1 rok a vydělal jsi 1.600.000 dolarů . Po špatné sezóně, ve které vstřelil šest branek a získal šest asistencí, se v klubu Calgary Flames rozhodli poslat jej na další sezonu na farmu. V AHL hrál na levé křídlo za tým Lake Erie Monsters a 29. ledna 2008 byl propuštěn.
V roce 2008 absolvoval v San Jose Sharks předsezónní tréninkový kemp. 9. října 2008 se Sharks, výkonný viceprezident a generální manažer Doug Wilson oznámil, že byl propuštěn z tréninkového kempu. A tak sezonu 2008-2009 vynechal. 29. srpna 2009 podepsal smlouvu s týmem Eisbären Berlin na jeden rok. V Eisbären Berlin nakonec setrval dva roky, v poslední sezoně 2010/11 vyhráli soutěž European Trophy, v které se stal nejproduktivnějším hráčem týmu, tak i domácí nejvyšší soutěž.

## Osobní
Friesen je ženatý s Rhonda a mají dceru Kaylee (narozená v roce 2005) a syna Benjamin Ben.

## Ocenění a úspěchy
- 1993 CHL - All-Rookie Team
- 1993 CHL - Rookie of the Year
- 1993 WHL - Jim Piggott Memorial Trophy
- 1995 NHL - All-Rookie Team

## Prvenství
- Debut v NHL - 20. ledna 1995 (San Jose Sharks proti St. Louis Blues)
- První gól v NHL - 20. ledna 1995 (San Jose Sharks proti Toronto Maple Leafs, kanadskému brankáři Felix Potvin)
- První asistence v NHL - 28. ledna 1995 (San Jose Sharks proti Dallas Stars)
- První hattrick v NHL - 20. března 1996 (Winnipeg Jets proti San Jose Sharks)

## Klubové statistiky
| Sezóna       | Klub                    | Soutěž       |     | Základní část | Základní část | Základní část | Základní část | Základní část |    | Play off | Play off | Play off | Play off | Play off |
| Sezóna       | Klub                    | Soutěž       | Z   | G             | A             | B             | TM            | Z             | G  | A        | B        | TM       |          |          |
| 1991–92      | Regina Pats             | WHL          | 4   | 3             | 1             | 4             | 2             | —             | —  | —        | —        | —        |          |          |
| 1991–92      | Saskatoon Contacts      | SMHL         | 35  | 37            | 51            | 88            | 75            | —             | —  | —        | —        | —        |          |          |
| 1992–93      | Regina Pats             | WHL          | 70  | 45            | 38            | 83            | 23            | 13            | 7  | 10       | 17       | 8        |          |          |
| 1993–94      | Regina Pats             | WHL          | 66  | 51            | 67            | 118           | 48            | 4             | 3  | 2        | 5        | 2        |          |          |
| 1994–95      | Regina Pats             | WHL          | 25  | 21            | 23            | 44            | 22            | —             | —  | —        | —        | —        |          |          |
| 1994–95      | San Jose Sharks         | NHL          | 48  | 15            | 10            | 25            | 14            | 11            | 1  | 5        | 6        | 4        |          |          |
| 1995–96      | San Jose Sharks         | NHL          | 79  | 15            | 31            | 46            | 42            | —             | —  | —        | —        | —        |          |          |
| 1996–97      | San Jose Sharks         | NHL          | 82  | 28            | 34            | 62            | 75            | —             | —  | —        | —        | —        |          |          |
| 1997–98      | San Jose Sharks         | NHL          | 79  | 31            | 32            | 63            | 40            | 6             | 0  | 1        | 1        | 2        |          |          |
| 1998–99      | San Jose Sharks         | NHL          | 78  | 22            | 35            | 57            | 42            | 6             | 2  | 2        | 4        | 14       |          |          |
| 1999–00      | San Jose Sharks         | NHL          | 82  | 26            | 35            | 61            | 47            | 11            | 2  | 2        | 4        | 10       |          |          |
| 2000–01      | San Jose Sharks         | NHL          | 64  | 12            | 24            | 36            | 56            | —             | —  | —        | —        | —        |          |          |
| 2000–01      | Mighty Ducks of Anaheim | NHL          | 15  | 2             | 10            | 12            | 10            | —             | —  | —        | —        | —        |          |          |
| 2001–02      | Mighty Ducks of Anaheim | NHL          | 81  | 17            | 26            | 43            | 44            | —             | —  | —        | —        | —        |          |          |
| 2002–03      | New Jersey Devils       | NHL          | 81  | 23            | 28            | 51            | 26            | 24            | 10 | 4        | 14       | 6        |          |          |
| 2003–04      | New Jersey Devils       | NHL          | 81  | 17            | 20            | 37            | 26            | 5             | 0  | 0        | 0        | 4        |          |          |
| 2005–06      | Washington Capitals     | NHL          | 33  | 3             | 4             | 7             | 24            | —             | —  | —        | —        | —        |          |          |
| 2005–06      | Mighty Ducks of Anaheim | NHL          | 18  | 1             | 3             | 4             | 8             | 16            | 3  | 1        | 4        | 6        |          |          |
| 2006–07      | Calgary Flames          | NHL          | 72  | 6             | 6             | 12            | 34            | 5             | 0  | 0        | 0        | 2        |          |          |
| 2007–08      | Lake Erie Monsters      | AHL          | 5   | 1             | 4             | 5             | 0             | —             | —  | —        | —        | —        |          |          |
| 2009–10      | Eisbären Berlin         | DEL          | 53  | 15            | 30            | 45            | 130           | 5             | 1  | 1        | 2        | 0        |          |          |
| 2010–11      | Eisbären Berlin         | DEL          | 30  | 5             | 9             | 14            | 12            | 11            | 1  | 4        | 5        | 2        |          |          |
| Celkem v NHL | Celkem v NHL            | Celkem v NHL | 893 | 218           | 298           | 516           | 488           | 84            | 18 | 15       | 33       | 48       |          |          |

## Reprezentace
| Rok                       | Tým                       | Soutěž                    | Z  | G  | A  | B  | TM |
| ------------------------- | ------------------------- | ------------------------- | -- | -- | -- | -- | -- |
| 1994                      | Kanada 20                 | MSJ                       | 5  | 0  | 2  | 2  | 0  |
| 1995                      | Kanada 20                 | MSJ                       | 7  | 5  | 2  | 7  | 4  |
| 1996                      | Kanada                    | MS                        | 8  | 2  | 0  | 2  | 6  |
| 1997                      | Kanada                    | MS                        | 11 | 3  | 4  | 7  | 16 |
| 1999                      | Kanada                    | MS                        | 7  | 2  | 2  | 4  | 0  |
| 2001                      | Kanada                    | MS                        | 7  | 1  | 3  | 4  | 6  |
| 2004                      | Kanada                    | MS                        | 9  | 0  | 1  | 1  | 4  |
| Juniorská kariéra celkově | Juniorská kariéra celkově | Juniorská kariéra celkově | 17 | 14 | 8  | 22 | 10 |
| Seniorská kariéra celkově | Seniorská kariéra celkově | Seniorská kariéra celkově | 42 | 8  | 10 | 18 | 32 |